# Na’im Haddad
Na’im Haddad (ur. 1933 w An-Nasirijji) – iracki polityk, członek partii Baas, w latach 1977–1986 należał do Rady Dowództwa Rewolucji.

## Życiorys
Urodził się w rodzinie szyickiej z An-Nasirijji. Ukończył studia na Uniwersytecie Bagdadzkim. W końcu lat 50. XX wieku przyłączył się do partii Baas.
Po przejęciu władzy w Iraku przez baasistów był krótko gubernatorem prowincji Dijala. W 1974 wszedł do Przywództwa Regionalnego irackiej partii Baas, a w irackim rządzie został ministrem młodzieży. Trzy lata później został dokooptowany także do Rady Dowództwa Rewolucji, najwyższego organu władzy w Iraku po zamachu stanu w 1968. Od 1979 do 1980 był wicepremierem Iraku.
W 1979 był przewodniczącym specjalnego trybunału, który sądził rzekomych uczestników spisku przeciwko Saddamowi Husajnowi. Grupę 22 działaczy partyjnych oskarżono o przygotowywanie zamachu stanu w porozumieniu z konkurencyjną syryjską partią Baas. Wszyscy zostali skazani na śmierć; wśród nich byli członkowie Rady Dowództwa Rewolucji – Adnan al-Hamdani, Muhammad Ajisz, Ghanim Abd al-Dżalil, Muhji Abd al-Husajn Maszhadi i Muhammad Mahdżub. Polityków zmuszono do złożenia samokrytyki, co nagrano i wyemitowano w państwowej telewizji. Haddad, Saddam Husajn i pozostali członkowie Rady brali następnie osobisty udział w wykonywaniu wyroków śmierci.
Rok później Haddad zrezygnował ze stanowiska wicepremiera i został przewodniczącym irackiego parlamentu. Pozostawał nim przez sześć lat. W 1986 został pozbawiony wszystkich stanowisk państwowych, w tym miejsca w Radzie Dowództwa Rewolucji.
Po obaleniu rządów Saddama Husajna przyłączył się do organizacji partyzantki wymierzonej w wojsko amerykańskie oraz w nowe władze Iraku. W 2004 przeżył zamach na swoje życie; w jego domu podłożona została bomba. Wskutek eksplozji zginęły dwie osoby, a Haddad i jego żona zostali ranni.